# Chromehounds
Chromehounds est un jeu vidéo d'action sorti en 2006, et qui fonctionne sur Xbox 360. Le jeu a été développé par From Software puis édité par Sega.

## Accueil
- Jeuxvideo.com : 14/20[1]